# Свети Мина (Кюстендил, 1859)
Вижте пояснителната страница за други значения на Мина.
„Свети великомъченик Мина Котуански“ е възрожденска българска православна църква в Кюстендил. Намира се в западната част на града.

## Особености
Изградена е през 1859 г. като манастирска църква. Първоначално църквата е паянтова постройка от плет, измазан с кал, белосана и покрита с керемиди. През 1890 г. покривът е преправен и всичките 4 страни са иззидани с тухли, без вкопани основи в земята.
Представлява трикорабна псевдобазилика без притвор. Портик от юг води към малък подземен параклис с аязмо – източник на света вода. Църквата има две апсиди – петстенна на средния и полукръгла на северния кораб. Фасадите са разчленени от пиластри. Източната фасада е с декоративната кобилична крива над двете апсиди. Покривното покритие е от турски керемиди.
Иконостасът е столарска изработка. Иконите в църквата са дело на художниците Васил Зограф (1860), Янаки Зограф (1861), Данаил Щиплията (1862) и Иван Доспевски (1874). Част от стенописите и иконите са изпълнени през 1886 и 1893 г. от Евстати Попдимитров. На иконата на Св. св. Константин и Елена в църквата има надпис „Изъ руки Данииiлъ Исщиплиѧ 1862: месецъ августъ: 2- ден“.
Църквата е реставрирана през 1986 г.